# 硬水铝石
硬水铝石（英語：Diaspore，又稱diasporite、empholite、kayserite或tanatarite）是一种羟基氧化铝矿物，α-AlO(OH)，以正交晶系结晶，与针铁矿类质同晶。它有时以扁平晶体的形式出现，但最常的形式是层状或鳞片状。它扁平的表面具有完美解理的方向，其光泽具有明显的珍珠光泽。它是无色或灰白色、淡黄色，有时呈紫色，从半透明到透明不等。硬水鋁石可以容易與其他具有完美解理和珍珠光泽的无色透明矿物区分——如云母、滑石粉、水镁石和石膏——因為其硬度为6.5 - 7。它的比重为3.4。放在吹管前並加热时，它會爆裂並猛烈地分解成白色珍珠状鳞片。
该矿物作为刚玉或金刚砂的蚀变产物出现，存在于粒状石灰石和其他结晶岩中。发育良好的晶体可以出現於乌拉尔和马萨诸塞州切斯特的金刚砂矿床，以及匈牙利Schemnitz的高岭土中。如果能够大量获得，它作为铝的来源将具有重要的经济意义。
硬水铝石与三水铝石和勃姆石是铝矿石铝土矿的主要成分。
1801年，硬水鋁石首次被描述在俄罗斯中乌拉尔斯维尔德洛夫斯克州的Mramorsk Zavod中。它的名称由勒内·朱斯特·阿维创造，源自希腊语 διασπείρειν「分散」，來自其加热时会爆裂的性質。
Csarite、ottomanite和zultanite是产自土耳其西南部伊爾比爾山脉（İlbir Mountains）的宝石级硬水铝石（又土耳其硬水铝石）的商品名称。